# Lázár Ádám
Csik-vacsári Lázár Ádám (Marosvásárhely, 1821. december 24. – Marosvásárhely, 1891. március 2.) ügyvéd, országgyűlési képviselő.

## Élete
Apja, Lázár János Marosvásárhely főbirája volt. Lázár Adám,  miután elvégezte jogi tanulmányait, ügyvéd lett. A képviselőháznak 1869-ben lett először tagja, és azután is (az 1875–78. országgyűlést kivéve) mindig a marosvásárhelyi kerületet képviselte a Függetlenségi Párt programjával. Szülővárosa közügyeiben tevékeny részt vett, és a pártnak is egyik leggyakrabban beszélő szónoka volt.
Cikkei a Marosvidékben (1879. 7. szám, Bolyai Farkasnak emlékkövet), a Magyar Polgárban (1880. 195. szám, Zárszó Petőfi eltünéséhez), a Koszorúban (1884. Petőfi életéből az utolsó napok), a Jogtudományi Közlönyben (1886. Okiratok visszatartása büntetendő cselekményt képez-e?), az Aradi Ujságban (1889. 73. sz. Petőfi utolsó napjai) jelentek meg.

## Munkái
- Fohász. Marosvásárhely, 1849. (Költemény.)
- Szózat Marosvásárhely választó polgáraihoz. Uo. 1849.
- Programbeszéd. Uo. 1872.
- Beszámoló és programbeszéd. Uo. 1884.
- Országgyűlési beszédei a Naplókban (1869–72., 1872–1875., 1881–84., 1884–87.)
- Levelei K. Papp Miklóshoz, Marosvásárhely, 1871. júl. 15. és Bpest, 1874. máj. 18.

A székely vértanuk (Török, Gálffi és Horváth) emlékének leleplezésekor 1875. jún. 27-én Marosvásárhelyt ő tartott beszédet.